# Bas Ent
Bas Ent (Zaanstad, 28 september 1987) is een Nederlands voetballer die als aanvaller of middenvelder speelt.
Vanaf de c-junioren kwam hij uit voor FC Volendam waar hij op 21 april 2006 debuteerde in de uitwedstrijd tegen Helmond Sport. Ent kwam gedurende zijn driejarig profcontract tot tien wedstrijden waarin hij niet scoorde. Ook had hij een zware knieblessure. Na Volendam ging hij spelen bij VV Katwijk in de Hoofdklasse en volgde hij een HBO-opleiding aan de Johan Cruyff University. Vanaf mei tot juli 2010 kwam hij uit voor het Amerikaanse Dayton Dutch Lions. In juli mocht hij stage lopen bij Major League Soccer teams Toronto FC en Columbus Crew. Hij maakte indruk bij Toronto maar de club had niet de financiële middelen om hem gedurende het seizoen vast te leggen. Ent keerde terug bij het naar de Topklasse gepromoveerde Katwijk. Hij zou vanaf januari 2011 voor Toronto FC uitkomen. Deze deal ging niet meer door toen Aaron Winter werd aangesteld als coach bij Toronto FC, hij vond Bas niet een versterking voor zijn selectie. Bas Ent heeft vervolgens een tweejarig contract getekend bij de Topklasser FC Lisse. In het seizoen 2012/13 speelde hij bij AFC uit Amsterdam. Vervolgens speelde hij tot medio 2015 bij ODIN '59. In het seizoen 2015/16 kwam Ent uit voor DOVO waar hij in januari 2016 wegens blessures afscheid nam. Medio 2016 ging Ent voor NSC spelen waar hij in november van dat jaar wederom zwaar geblesseerd raakte. Na het seizoen 2018-2019 zal hij NSC verlaten en bij AGOVV in Apeldoorn gaat voetballen waar hij weer samen gaat voetballen met Julius Wille met wie hij in het verleden bij de Dayton Dutch Lions speelde. In februari 2020 ging hij naar SC Hercules Zaandam.